# Ruthweiler
Ruthweiler település Németországban, Rajna-vidék-Pfalz tartományban. Lakosainak száma 470 fő (2023. december 31.).

## Népesség
A település népességének változása:
| Lakosok száma | 478  | 441  | 459  | 435  | 449  | 470  |
|               | 1975 | 2017 | 2019 | 2021 | 2022 | 2023 |